# Friedrich Wilhelm Lübke
Friedrich Wilhelm Lübke (* 25. August 1887 in Enkhausen; † 16. Oktober 1954 in Augaard) war ein deutscher Politiker (CDU) und von 1951 bis 1954 Ministerpräsident des Landes Schleswig-Holstein.

## Leben
Friedrich Wilhelm Lübke – Sohn von Friedrich-Wilhelm Lübke (1855–1902) und Karoline Lübke, geb. Becker (1859–1922) – war der ältere Bruder des Bundespräsidenten Heinrich Lübke (1894–1972). Der Vater arbeitete als Schuhmacher und im Nebenerwerb als Landwirt. Friedrich Wilhelm Lübke fuhr bereits im Alter von dreizehn Jahren zur See. Er erwarb das Steuermannspatent sowie im Jahr 1913 das Kapitänspatent für Große Fahrt. Seine Erlebnisse veröffentlichte Lübke in Seefahrtserzählungen. Im Ersten Weltkrieg war Lübke als Leutnant zur See bei der 1. U-Boot-Flottille eingesetzt. Weil nach dem Versailler Vertrag von 1919 die Handelsflotte aufgegeben werden musste, kaufte Lübke in Augaard südlich von Flensburg einen Bauernhof, den er als Landwirt von 1922 bis zu seinem Tode bewirtschaftete. Seit 1925 arbeitete Lübke in Führungspositionen der wirtschaftspolitischen Organisationen der Bauernvereine. Er beteiligte sich leitend beim Erstellen von 500 bäuerlichen Siedlungen.
Im Zweiten Weltkrieg war Lübke von 1942 bis 1945 im Dienstgrad Kapitänleutnant als Dienststellenleiter in Aarhus/Dänemark eingesetzt. Nach 1945 beteiligte er sich an der Gründung der CDU in Schleswig-Holstein, deren Landesvorsitzender er von 1951 bis 1954 war. Als Landrat des Kreises Flensburg-Land – das Amt hatte er von Februar 1946 bis zu seiner Wahl zum Ministerpräsidenten im Juni 1951 inne – kam es unter Lübke 1946 zur Neugründung des Vereins für Erwachsenenbildung und Büchereiwesen, der heute den Namen Deutscher Grenzverein trägt. Am 3. September 1946 wurde Lübke zum Vorsitzenden des Vereins gewählt. In dieser Eigenschaft versuchte er, durch Kultur- und Sozialarbeit dem Einfluss der dänischen Minderheit in Südschleswig zu begegnen.
Friedrich Wilhelm Lübke war verheiratet. Der Ehe entstammen drei Kinder.

## Amt des Ministerpräsidenten
Von 1946 bis 1950 und vom 12. September 1954 bis zu seinem Tod am 16. Oktober 1954 war Lübke Mitglied des Landtages von Schleswig-Holstein. Als Ministerpräsident Walter Bartram nach knapp einjähriger Regierungszeit zurücktreten musste, weil der BHE (Bund der Heimatvertriebenen und Entrechteten) ihm das Vertrauen entzog, wurde Lübke am 25. Juni 1951 zu dessen Nachfolger im Amt des Ministerpräsidenten von Schleswig-Holstein gewählt. Da der Wahlblock aus CDU, FDP und DP über keine eigene Mehrheit verfügte, scheiterte Lübke in den beiden ersten Wahlgängen. Im dritten Wahlgang wurde er gewählt, da er die relative Mehrheit erreicht hatte. Allerdings stimmten nur 28 Abgeordnete für und 37 gegen ihn. In der Folge gelang es Lübke jedoch, die Koalition mit dem BHE zu erneuern. Er konnte am 13. August 1951 sein Kabinett vorstellen, in dem auch Minister des BHE wieder vertreten waren.
Als Ministerpräsident betrieb Lübke über das Programm Nord den wirtschaftlichen Wiederaufbau des Landes Schleswig-Holstein sowie der strukturschwachen Nordwestregion. Nach Lübkes Rücktritt aus Krankheitsgründen im Oktober 1954 wählte der Landtag Kai-Uwe von Hassel am 11. Oktober 1954 zum Ministerpräsidenten.

## Ehrungen

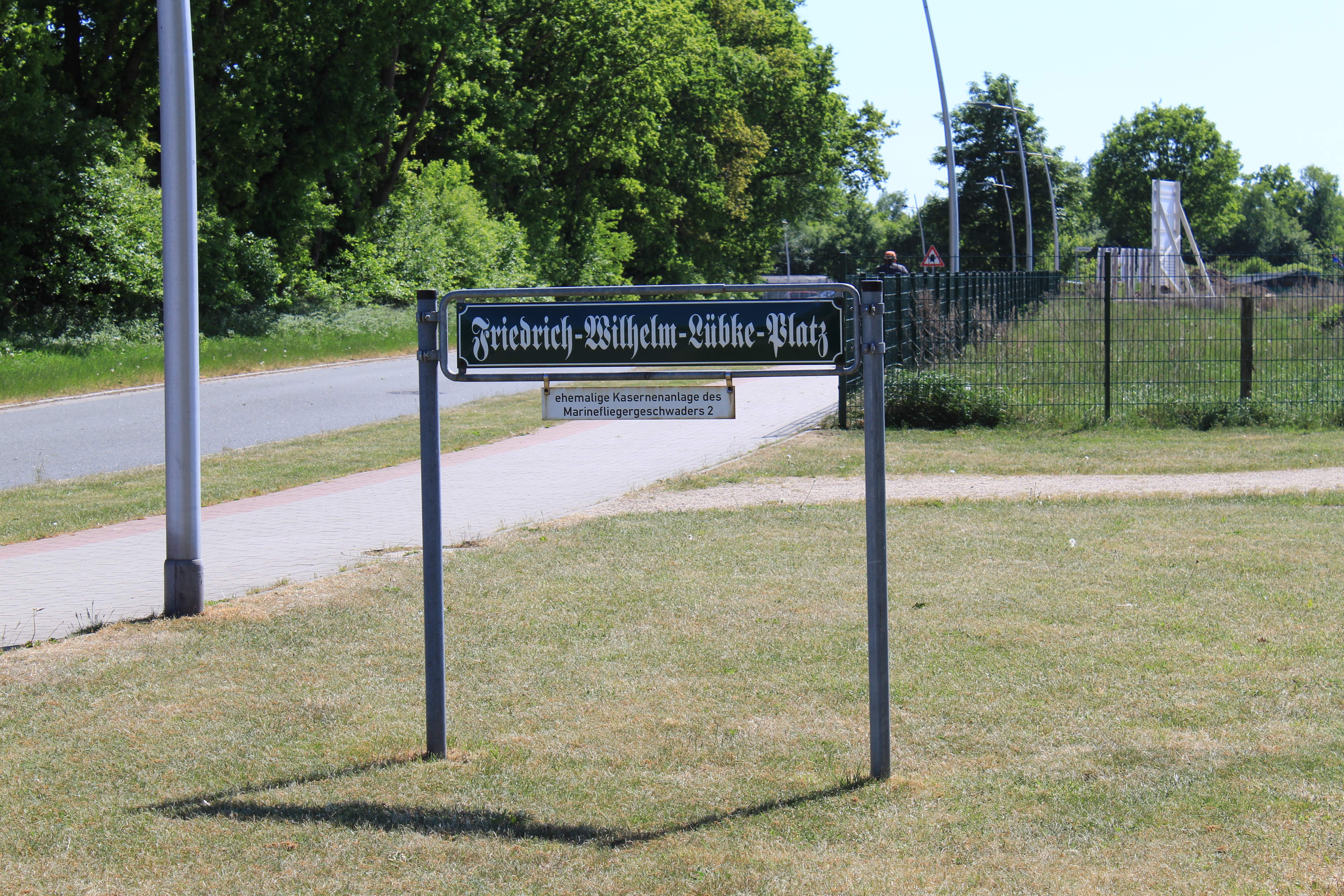
Kasernenschild in Tarp

- 1953: Großkreuz der Bundesrepublik Deutschland
- 31. Januar 1954: Namensgeber für den Friedrich-Wilhelm-Lübke-Koog
- 11. Februar 1985: Namensgeber für die Friedrich-Wilhelm-Lübke-Kaserne in Tarp (ehemals Standort des Marinefliegergeschwaders 2).[4]

## Veröffentlichungen
- Männer auf Tiefwasserfahrt. Möller, Rendsburg 1942
- Hoch am Wind im Pazifik. Möller, Rendsburg 1943
- Matrosen segeln um die Welt. Möller, Rendsburg 1949
- Ekke Nekkepenn. Möller, Rendsburg 1953